# Леви-Мирпуа, Антуан де
Антуа́н Пьер Мари́ Жозе́ф де Леви́-Мирпуа́ (фр. Antoine Pierre Marie François Joseph de Lévis-Mirepoix; 1884—1981) — французский историк, автор книг на исторические темы, член Французской академии (1953).

## Биография
Принадлежал к младшей боковой ветвью Леви-Леран, носившая титул герцогов Леви-Мерпуа, после пресечения старшей ветви Гастона Пьера де Леви-Мирпуа, перешла к Леви-Леран.  Унаследовал от отца титулы гранда Испании и герцога Сан-Фернандо-Луиса, 4-й барон де Леви-Мирпуа. Шарль де Голль в виде исключения в 1961 г. особым указом признал за ним право носить герцогский титул (уникальный случай за всё время Пятой республики). Последний представитель рода в мужском поколении Гильом Ив Мари́  Роберт Анн де Леви́-Мирпуа́ (Guillaume Yves Marie Robert Anne  de Lévis-Mirepoix), с титулом маркиза.